# Jan de Bont
Jan de Bont (Eindhoven, 22 ottobre 1943) è un direttore della fotografia, regista e produttore cinematografico olandese.
Iniziò la carriera cinematografica come direttore della fotografia e poi diresse film blockbuster come Speed (1994) e Twister (1996).

## Biografia
Proviene da una famiglia cattolica composta da 17 figli. Si crea un nome come direttore della fotografia nei Paesi Bassi, collaborando con il regista connazionale Paul Verhoeven. Verso gli inizi degli anni ottanta, comincia a frequentare Hollywood, dove ha l'occasione di lavorare con registi come John McTiernan, Ridley Scott, Joel Schumacher e Richard Donner.
Nel 1994 debutta come regista, dirigendo il campione d'incassi Speed con Keanu Reeves e Sandra Bullock, due anni dopo dirige Twister, altro successo al botteghino. Nel 1997 dirige Speed 2 - Senza limiti, sempre con Sandra Bullock affiancata da Jason Patric. Tra gli altri film da lui diretti, l'horror Haunting - Presenze e Tomb Raider  - La culla della vita, trasposizione cinematografica del famoso videogioco.

## Filmografia

### Regista
- Speed (1994)
- Twister (1996)
- Speed 2 - Senza limiti (Speed 2: Cruise Control, 1997)
- Haunting - Presenze (The Haunting, 1999)
- Tomb Raider - La culla della vita (Lara Croft Tomb Raider: The Cradle of Life, 2003)

### Direttore della fotografia
- Fiore di carne (Turkish Fruits, 1973)
- Lezioni maliziose (Private Lessons, 1980)
- Il grande ruggito (Roar, 1981)
- Il quarto uomo (The Fourth Man, 1983)
- Cujo (1982)
- Il ribelle (All the Right Moves, 1983)
- L'amore e il sangue (Flesh and Blood, 1985)
- Cuore di campione (Heart of a Champion: The Ray Mancini Story, 1985)
- Il gioiello del Nilo (The Jewel of the Nile, 1985)
- Who's That Girl (1987)
- Trappola di cristallo (Die Hard, 1988)
- Black Rain - Pioggia sporca (Black Rain, 1989)
- Linea mortale (Flatliners, 1990)
- Caccia a Ottobre Rosso (The Hunt for Red October, 1990)
- Arma letale 3 (Lethal Weapon 3, 1992)
- Basic Instinct (1992)
- Vite sospese (Shining Through, 1992)